# Vincent de Paul Nyonda
Vincent de Paul Nyonda (1918-1995) est un écrivain et homme politique gabonais.
Plusieurs fois ministre sous la présidence de Léon Mba, Vincent de Paul Nyonda fut emprisonné par Omar Bongo avant d'être exilé en province. C'est durant son exil intérieur qu'il découvrit l'écriture et qu'il se consacra au théâtre. Après avoir assisté à la représentation d'une de ses pièces, Joséphine Djabs convainquit, dit-on, son mari d'autoriser Vincent de Paul Nyonda à revenir à Libreville. Ayant renoncé à toute activité politique, il put y monter un certain nombre de pièces de théâtre qui firent de lui l'auteur gabonais le plus populaire.
Un prix littéraire africain porte son nom.

## Œuvres de Vincent de Paul Nyonda
- Autobiographie d'un Gabonais, du village au ministre, 1994, l'Harmattan
- La mort de Guykafi, suivi de Deux albinos à la Mpassa et du Soûlard, 1981, l'Harmattan